# Liste der italienischen Botschafter in China
Dies ist eine Liste der italienischen Botschafter in China.
| Ernannt / Akkreditiert | Name                               | Bemerkungen                                                   | ernannt während der Regierung von | akkreditiert während der Regierung | Posten verlassen |
| ---------------------- | ---------------------------------- | ------------------------------------------------------------- | --------------------------------- | ---------------------------------- | ---------------- |
| 1866                   | Vittorio Arminjon                  |                                                               | Marco Minghetti                   | Cixi                               |                  |
| 1866                   | Ferdinando de Luca                 |                                                               | Benedetto Cairoli                 | Cixi                               | 1870             |
| 1870                   | Alessandro Fè d’Ostiani            |                                                               | Urbano Rattazzi                   | Cixi                               | 1877             |
| 1889                   | Alberto Pansa                      |                                                               | Francesco Crispi                  | Cixi                               | 1893             |
| 1893                   | Alessandro Bardi                   | († 10. Oktober 1896 in Peking) Ministerresident               | Francesco Crispi                  | Cixi                               | 1896             |
| 1896                   | Renato De Martino                  |                                                               | Luigi Pelloux                     | Cixi                               | 1899             |
| 26. Juni 1899          | Giuseppe Salvago Raggi             |                                                               | Luigi Pelloux                     | Cixi                               | 24. Sep. 1901    |
| 5. Apr. 1902           | Giovanni Gallina (Diplomat)        | 19. Dezember 1901 Geschäftsträger 16. November 1902 Gesandter | Giuseppe Zanardelli               | Cixi                               | 5. Dez. 1904     |
| 5. Dez. 1904           | Carlo Baroli                       |                                                               | Giovanni Giolitti                 | Cixi                               | 19. Nov. 1906    |
| 3. Nov. 1907           | Giulio Cesare Vinci                |                                                               | Sidney Sonnino                    | Cixi                               | 1910             |
| 23. März 1910          | Federico Barilari                  |                                                               | Luigi Luzzatti                    | Puyi                               | 1911             |
| 1911                   | Carlo Sforza                       | Geschäftsträger                                               | Luigi Luzzatti                    | Puyi                               | 1915             |
| 18. Nov. 1916          | Carlo Aliotti                      |                                                               | Paolo Boselli                     | Yuan Shikai                        |                  |
| 1921                   | Vittorio Cerruti                   |                                                               | Ivanoe Bonomi                     | Sun Yat-sen                        | 10. Juni 1926    |
| 1932                   | Filippo Anfuso                     |                                                               | Benito Mussolini                  | Lin Sen                            | 1934             |
| 1934                   | Vincenzo Lojacono                  | [ 2 ]                                                         | Benito Mussolini                  | Lin Sen                            |                  |
| 1938                   | Francesco Maria Taliani de Marchio | [ 2 ]                                                         | Benito Mussolini                  | Wang Jingwei                       | 1943             |
| 1946                   | Sergio Fenoaltea                   | (* 1908 in Rom; † 1995)                                       | Alcide De Gasperi                 | Chiang Kai-shek                    | 1947             |
| 1949                   | Ezio Mizzan                        | Geschäftsträger                                               | Alcide De Gasperi                 | Chiang Kai-shek                    | 1951             |
| 8. Dez. 1970           | Antonino Restivo                   | Geschäftsträger                                               | Emilio Colombo                    | Dong Biwu                          |                  |
| 12. Mai 1971           | Folco Trabalza                     |                                                               | Emilio Colombo                    | Dong Biwu                          |                  |
| 4. Sep. 1975           | Marco Francisci di Baschi          | (* 1920; † 1. Juli 1997 in Rom)                               | Aldo Moro                         | Zhu De                             |                  |
| 1. Aug. 1980           | Giulio Tamagnini                   | (* 24. Juli 1921 in Mailand; † 19. Juli 2003)                 | Francesco Cossiga                 | Ye Jianying                        |                  |
| 30. Jan. 1984          | Raffaele P. Marras                 |                                                               | Bettino Craxi                     | Li Xiannian                        |                  |
| 1. Feb. 1987           | Alberto Solera                     |                                                               | Amintore Fanfani                  | Li Xiannian                        |                  |
| 28. Feb. 1990          | Oliviero Rossi                     |                                                               | Giulio Andreotti                  | Yang Shangkun                      |                  |
| 23. Apr. 1994          | Alessandro Quaroni                 | (* 5. November 1934 in Rom)                                   | Silvio Berlusconi                 | Jiang Zemin                        |                  |
| 17. Sep. 1998          | Paolo Bruni                        |                                                               | Massimo D’Alema                   | Jiang Zemin                        |                  |
| 30. Apr. 2003          | Gabriele Menegatti                 |                                                               | Silvio Berlusconi                 | Hu Jintao                          |                  |
| 11. Dez. 2006          | Riccardo Sessa                     |                                                               | Romano Prodi                      | Hu Jintao                          |                  |
| 27. Okt. 2010          | Attilio Massimo Iannucci           |                                                               | Silvio Berlusconi                 | Hu Jintao                          |                  |